# مونسامپولو دل ترونتو
مونسامپولو دل ترونتو (به ایتالیایی: Monsampolo del Tronto) یک کومونه در ایتالیا است که در استان اسکولی پیچنو واقع شده‌است. مونسامپولو دل ترونتو ۱۵٫۵ کیلومترمربع مساحت و ۴٬۴۱۷ نفر جمعیت دارد.